# Arichis I.
Arichis I. († 641) war in den Jahren 591 bis 641 Herzog von Benevent.

## Leben
Arichis stammte ursprünglich aus dem norditalienischen Herzogtum Friaul und war mit dem dortigen Herzogshaus verwandt. Er war der Erzieher Gisulfs II. und Grasulfs II. oder von Gisulfs Söhnen.
Als der erste langobardische Herzog von Benevent, Zotto, im Frühjahr 591 starb, setzte Agilulf, der König der Langobarden, Arichis als dessen Nachfolger ein.
In seiner Regierung war Arichis kaum weniger selbständig als sein Vorgänger Zotto, sodass die Oberhoheit des langobardischen Königs vom fernen Pavia aus eher formal blieb, zumal Norditalien von den langobardischen Gebieten in Mittel- und Süditalien weiterhin durch byzantinisches Gebiet getrennt war.
Sein Dukat umfasste zunächst die alten italischen Provinzen Samnium und Apulien. Von Byzanz, das sich im Süden nur in einigen Küstengebieten halten konnte, eroberte Arichis die Städte Capua und Venafro in Kampanien und einige Gebiete in Lukanien und Bruttium. Ein erneuter Angriff auf Neapel (bereits Zotto hatte die Stadt angegriffen) schlug fehl.
Die Grenzen des Herzogtums Benevent können nur vage angegeben werden. Im Norden folgte sie etwa den Flüssen Garigliano und Liri, dem Fuciner See und dem Fluss Pescara. Im Süden blieben die Gebiete südöstlich der Linie Cosenza – Rossano und der „Absatz“ Italiens byzantinisch.
Im Juni 595 nahm Ariulf, der dux von Spoleto, Friedensverhandlungen mit Papst Gregor dem Großen auf, die im Oktober 598 dahingehend zum Abschluss kamen, dass keine weiteren Schritte gegen ihn und seinen Verbündeten Arichis I. unternommen würden. In einem Brief aus dem Jahr 599 redete Papst Gregor Arichis mit „mein Sohn“ an und bat ihn einen Kirchenbau durch die Beschaffung von Bauholz zu unterstützen.
Um 614 wurden Gisulfs II. Söhne Taso und Cacco die duces von Friaul, vom patricius Gregor ermordet. Radoald und Grimoald fuhren darauf zu Arichis, ihrem früheren Lehrer, der sie freundlich aufnahm.
Ende der 620er Jahre konnte der wichtige Hafen Salerno eingenommen werden. In seinen späteren Jahren bemühte sich Arichis um die Etablierung seiner Herrschaft und um den Ausgleich mit den Katholiken. Im Verhältnis zum langobardischen König – auf Agilulf war erst Adaloald, dann Arioald und schließlich Rothari gefolgt – bewahrte Arichis ein so großes Maß an Eigenständigkeit, dass die Einsetzung eines Nachfolgers für ihn durch den König nicht mehr in Frage kam, sondern sich die Erblichkeit durchsetzte: Als Arichis 641 starb, folgte ihm sein Sohn Ajo I. nach, obwohl er kurz vor seinem Tod Radoald und Grimoald zu seinen Nachfolgern bestimmt hatte.